# Prasinocyma ruficosta
Prasinocyma ruficosta là một loài bướm đêm trong họ Geometridae.